# سیتوو
سیتوو (به آلمانی: Sietow) یک شهر در آلمان است که در مکلنبورگیشه زنپلاته واقع شده‌است. سیتوو ۶۵۹ نفر جمعیت دارد.